# Tetrablemma thamin
Tetrablemma thamin là một loài nhện trong họ Tetrablemmidae.
Loài này thuộc chi Tetrablemma. Tetrablemma thamin được Labarque & Grismado miêu tả năm 2009.